# Ravioli (novell)
Ravioli är en novell av Klas Östergren.
Berättelsen är en tragikomisk passionshistoria som handlar om en byggmästare som förälskar sig i en överklasskvinna som han gör ett byggjobb åt. Novellen utgavs först av Novellix 2013 och ingår i Klas Östergrens Samlade noveller (2015).